# Jean-Georges Ier de Saxe-Eisenach
Pour les articles homonymes, voir Jean-Georges Ier.
Jean-Georges Ier, né à Weimar le 12 juillet 1634, décédé à Eckhartshausen le 19 septembre 1686, est initialement duc de Saxe-Marsuhl à la mort de son père. 

## Biographie
Il reçoit le titre de duc de Saxe-Eisenach en 1671 après la mort prématurée de son neveu Guillaume-Auguste de Saxe-Eisenach, fils d'Adolphe-Guillaume et celui de Iéna en 1690 après la disparition de son autre neveu Jean-Guillaume de Saxe-Iéna, fils de Bernard († 1678).

## Généalogie
Fils de Guillaume de Saxe-Weimar et d'Éléonore-Dorothée d'Anhalt-Dessau, il épouse en 1661 la comtesse Jeannette de Sayn-Wittgenstein (1626-1701). Cinq enfants sont nés de cette union :
- Éléonore-Erdmuthe de Saxe-Eisenach (1662-1696), épouse en 1681 le margrave Jean-Frédéric de Brandebourg-Ansbach ; veuve en 1686, elle épouse en 1692 l'électeur Jean-Georges IV de Saxe ;
- Frédéric-Auguste (1663-1684), tué à la bataille de Presbourg ;
- Jean-Georges II (1665-1698), duc de Saxe-Eisenach ;
- Jean-Guillaume (1666-1729), duc de Saxe-Eisenach ;
- Frédérique-Élisabeth de Saxe-Eisenach (1669-1739), épouse en 1698 le duc Jean-Georges de Saxe-Weissenfels.